# Helmovka narůžovělá
Helmovka narůžovělá (Mycena rosea), je jedovatá stopkovýtrusná houba, patřící do řádu pečárkotvarých.
Často je zaměňována za helmovku ředkvičkovou (Mycena pura) a helmovku růžovou (Mycena rosella). Charakteristická je pro svou růžovou barvu a chuť a vůni pro ředkvičkách.

## Vědecká synonyma[1]
- Agaricus purus a roseus (Schumach.) Pers.
- Agaricus purus var. roseus (Schumach.) Pers.
- Agaricus roseus var. roseus  (Schumach).
- Mycena pura f. rosea (Schumach.) J. E. Lange
- Mycena pura var. rosea (Schumach.) J. E. Lange

## Popis

### Plodnice
Plodnice je vysoká 40 - 120 mm, lze ji rozdělit na třeň a klobouk. Často roste v malých skupinkách.

#### Třeň
Třeň je 40 – 100 mm dlouhý, 3 - 10 mm široký, vláknitý, dutý, tvarem připomínající válec, ke klobouku se zužující. Barvu má bílou až narůžovělou, výrazně světlejší než klobouk, povrch lesklý.

#### Klobouk
Klobouk dorůstá průměru 20 - 60 mm, u mladých plodnic je kuželovitý, později zvoncovitý až plochý, uprostřed zřetelný hrbolek. Bez povrchového slizu. Struktura je masitá až vodnatá. Barva klobouku od světle růžové až po častější sytě růžovou, bez fialového odstínu.

#### Hymenofor
Hymenofor je lupenitý. Ze spodní strany vybíhají výrazné prořídlé lupeny až 8 mm vysoké. U středu klobouku připojené zoubkem, sbíhavé na třeň. Vytváří zoubkatý okraj klobouku. Barva je bílá až lehce narůžovělá. Výtrusy jsou bílé.

#### Dužina
Dužina je křehká, tenká a vodnatá. Má bělavou až narůžovělou barvu.

## Výskyt
Helmovka narůžovělá roste výhradně pod listnatými stromy, především v bukových lesích. Období pro růst přichází s červencem a končí v říjnu. Více se vyskytuje v půdách bohatých na vápenec.

## Využití
Bez gastronomického využití.

## Otrava
Zjištěný jed muskarin. Silná otrava zjištěna po požití 28 plodniček.

## Možné záměny
- Helmovka ředkvičková (Mycena pura)) vytváří menší plodnice mající více nafialovělou barvu.
- Helmovka růžová (Mycena rosella)) má plodnici stejné barvy, rozdíl je však v chuti a vůni – nevoní po ředkvičkách.